# Zhang Lina
Zhang Lina (chiń. upr. 张丽娜; ur. 30 maja 1998) – chińska łyżwiarka szybka, brązowa medalistka mistrzostw świata.

## Kariera
Na mistrzostwach świata na dystansach w Heerenveen w 2023 zdobyła brązowy medal w sprincie drużynowym. Na tej samej imprezie zajęła 23. miejsce w biegu na 500 m.
W sprincie drużynowym wywalczyła także złoty medal na mistrzostwach czterech kontynentów w Quebecu w 2023 oraz brązowy podczas mistrzostw czterech kontynentów w Milwaukee w 2020.